# Christian Marie de Castries

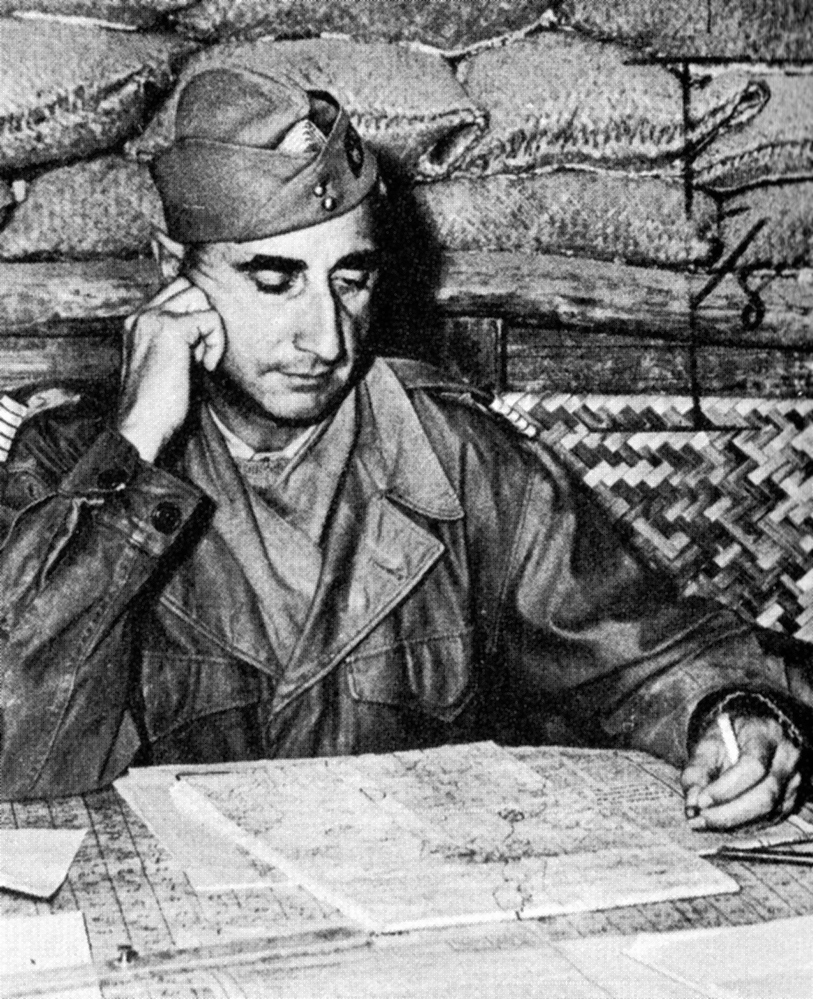
Christian Marie Comte de La Croix de Castries

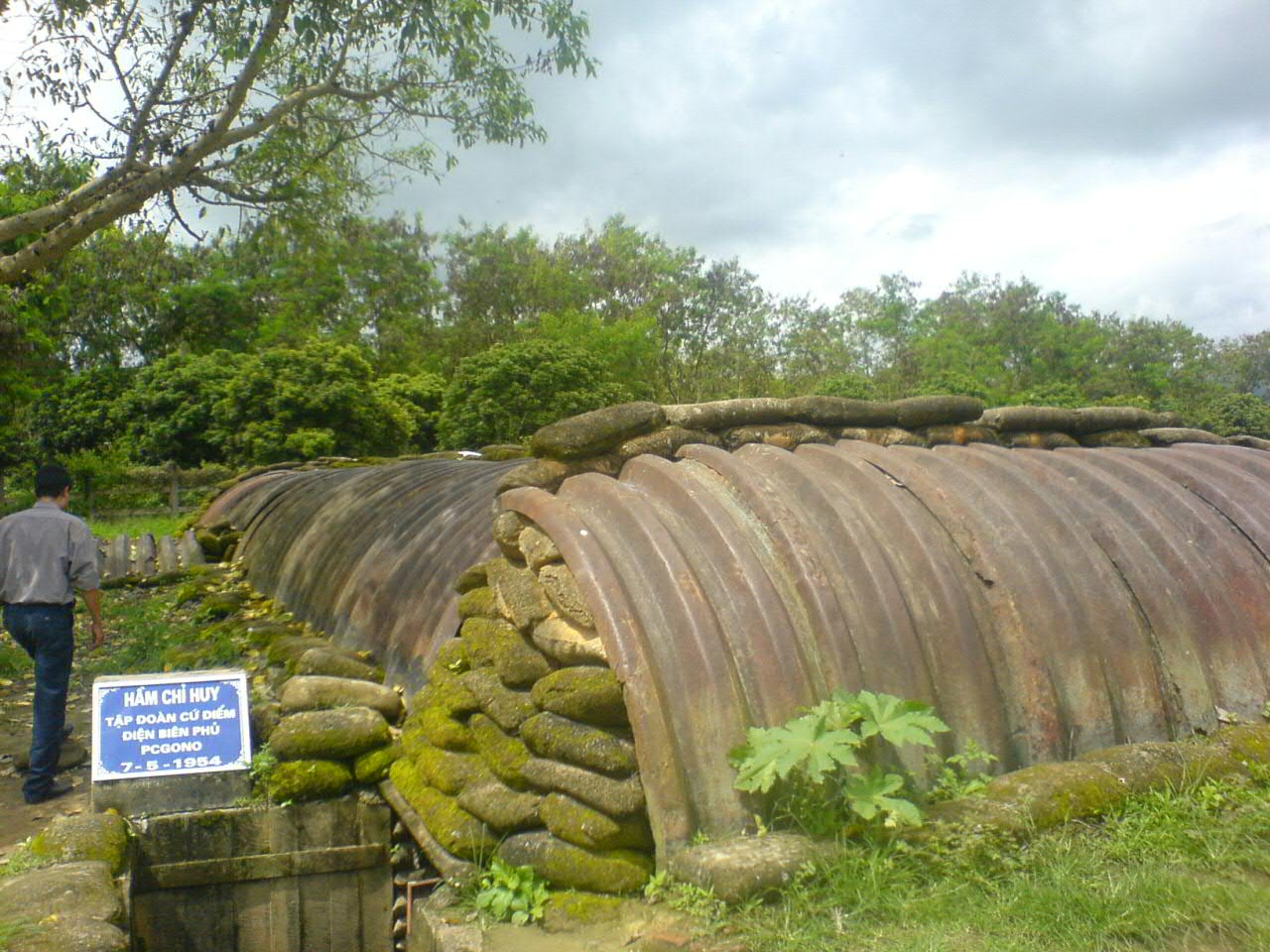
Bunker der Festung Điện Biên Phủ

Christian Marie Comte de La Croix de Castries (* 11. August 1902 in Paris; † 29. Juli 1991 in Paris) war Kommandeur der französischen Truppen in der Schlacht um Điện Biên Phủ, der entscheidenden Schlacht im Ersten Indochinakrieg zwischen Frankreich und den Việt Minh.

## Militärische Laufbahn
De Castries entstammte einer Adelsfamilie mit langer Offizierstradition. Er schloss 1926 die Kavallerieschule von Saumur ab.
Während des Falls Frankreichs wurde er 1940 gefangen genommen. Ihm gelang es aber 1941 zu fliehen und sich der Résistance anzuschließen. Er diente in den freifranzösischen Streitkräften im Rang eines Majors und nahm an Kämpfen in Italien, Frankreich und Deutschland teil.
Gegen Kriegsende war er als Commandant in der 1. französischen Armee unter General Jean de Lattre de Tassigny im April 1945 am Vormarsch in Süddeutschland beteiligt, in seinen Verantwortungsbereich fiel dabei auch die weitgehende Zerstörung der unbefestigten württembergischen Stadt Freudenstadt durch Artilleriefeuer. Durch direkten und indirekten Beschuss wurden 95 Prozent der historischen Kernbebauung zerstört. Umstritten blieb, inwieweit er anschließende Übergriffe seiner und anderer französischer Soldaten gegen die deutsche Zivilbevölkerung, vor allem Frauen, hätte verhindern können.
Ab 1946 wurde de Castries in Französisch-Indochina eingesetzt. Zwischen 1947 und 1949 befehligte er ein Spahiregiment in Cochinchina. 1950 wurde er ein zweites Mal im Indochinakrieg eingesetzt  und befehligte eine Gruppe nordafrikanischer Truppen im Delta des Roten Flusses. 1951 wurde er während der Schlacht von Vĩnh Yên verwundet. Vom Herbst 1951 bis zum Sommer 1952 befehligte er die Groupe Mobile no.1.
Im Sommer 1953 wurde er als Befehlshaber einer Territorialdivision erneut in Indochina eingesetzt. Im Dezember 1953 übernahm er im Rang eines Obersten das Kommando über Dien Bien von General Jean Gilles. Während der Schlacht um Điện Biên Phủ wurde de Castries zum Brigadegeneral befördert. Die Schlacht endete mit einer Niederlage der französischen Streitkräfte. Nach der Kapitulation geriet er in die Gefangenschaft der Viet Minh, aus der er im September 1954 entlassen wurde.
1959 schied er aus dem Militärdienst aus. Sein letzter Posten war das Kommando der in Westdeutschland stationierten 5. Panzerdivision.